# Знак Зорро (фильм, 1940)
«Знак Зорро» (англ. The Mark of Zorro) — приключенческий фильм режиссёра Рубена Мамуляна, по мотивам «Проклятия Капистрано» Джонстона Маккалли, вышедший на экраны в 1940 году. В 2009 году лента была включена в Национальный реестр фильмов США.

## Сюжет
Молодой щёголь Диего Вега (Тайрон Пауэр) возвращается из Испании в родную Калифорнию, где его отец был алькальдом (мэром) Лос-Анджелеса. Однако те времена давно прошли: сейчас в этой местности заправляет новый алькальд Луис Кинтеро (Эдвард Бромберг), поддерживаемый войсками капитана Эстебана Паскуале (Бэзил Рэтбоун). Они беззастенчиво повышают налоги, ввергая и без того небогатых крестьян в настоящую нищету, а пытающихся сопротивляться подвергают жестоким наказаниям. Однако вскоре после приезда Диего в окрестностях появляется некто Зорро, решивший бросить вызов творящимся несправедливостям…

## В ролях
- Тайрон Пауэр — Диего Вега
- Линда Дарнелл — Лолита Кинтеро
- Бэзил Рэтбоун — капитан Эстебан Паскуале
- Гейл Сондергард — Инес Кинтеро
- Юджин Паллетт — отец Фелипе
- Эдвард Бромберг — дон Луис Кинтеро
- Монтегю Лав — дон Алехандро Вега
- Джанет Бичер — сеньора Изабелла Вега
- Джордж Ригас — сержант Гонсалес

В титрах не указаны
- Стэнли Эндрюс — командующий офицер
- Виктор Килиан — лодочник

## Премьеры
- США — 1 ноября 1940 года состоялась премьера в Цинциннати, Огайо.
- Великобритания — европейская премьера фильма состоялась 3 февраля 1941 года в Лондоне.
- СССР — 1949 — был выпущен в СССР под названием «Таинственный знак» в качестве «трофейного» фильма[2].

## Номинации
- 1941 — Премия «Оскар»
  - Лучший оригинальный саундтрек — Альфред Ньюман